# 마르셀리노 아기레사발라
호르헤 마르셀리노 아기레사발라 이바르비아(스페인어: Jorge Marcelino Agirrezabala Ibarbia; 1902년 3월 29일, 바스크 주 빌바오 ~ 1975년 5월 31일, 바스크 주 빌바오)는 치리 1호(스페인어: Chirri I)라는 별칭으로 알려진 스페인의 전 축구 선수로, 현역 시절 공격수로 활약하였다. 그는 스페인 국가대표팀의 일원으로 1924년 하계 올림픽에 참가하였다.
현역 시절 그는 아틀레틱 빌바오 소속으로 라 리가 출범 이전에 7년을 활약하였다. 그는 1923년에 코파 델 레이 우승을 거두었으며, 비스카이아 선수권 대회도 몇 차례 우승을 거두었다.
그의 동생이자 치리 2호로 알려진 이그나시오도 아틀레틱 빌바오와 스페인 국가대표팀에서 활약한 적이 있다. 두 형제는 모두 한 번의 친선경기에 출전했지만, 모두 공식 대회 경기에 출전 경험은 없다.